# Si Déu vol
Si Déu vol (originalment en italià, Se Dio vuole) és una pel·lícula de comèdia italiana escrita i dirigida per Edoardo Falcone. Falcone va guanyar el Nastro d'Argento al millor nou director i el David di Donatello en la mateixa categoria. S'ha doblat i subtitulat al català central, i també al valencià per a À Punt.

## Argument
Tommaso, un estimat cirurgià, fa una eternitat que ha conegut la seva dona Carla, fascinant i “apassionada”, avui pansida com els ideals en què creia. Tommaso i Carla tenen dos fills; la més gran, Blanca no té interessos, ni idees, ni delers. Andrea, en canvi, és un noi brillant, estudiant de medicina.
Últimament Andrea, però, sembla canviat: sovint es tanca a la seva cambra i al vespre surt sense dir a ningú on va. El dubte s'insinua progressivament: Andrea és gai. Qualsevol hauria entrat en crisi, però Tommaso no. Ell detesta tota forma de discriminació: som tots iguals. Un dia Andrea reuneix la seva família i finalment s'obre declarant que vol ser sacerdot. Per Tommaso, ateu convençut, un fill capellà és un cop terrible. Mentre fingeix de donar suport total, decideix d'entendre-ho més i comença a seguir-lo d'amagat. Arriba així a don Pietro, un prevere realment “sui generis”, i assisteix a un contundent “one man show” davant d'una multitud de nois animats. Aquell capellà li ha d'haver fet la rentada de cervell al seu fill: és l'enemic a batre.

## Repartiment
- Marco Giallini: Tommaso De Lucca
- Alessandro Gassmann: Pietro Pellegrini
- Laura Morante: Carla
- Ilaria Spada: Bianca De Lucca
- Edoardo Pesce: Gianni Malloni
- Enrico Oetiker: Andrea De Lucca

## Premis i nominacions
- 2015 - David di Donatello
  - Millor director novell a Edoardo Falcone
  - Nominació millor actor protagonista a Marco Giallini

- 2015 - Nastro d'Argento
  - Millor director novell a Edoardo Falcone
  - Nominació Millor productor a Lorenzo Mels i Mario Gianani

- 2015 - Festival Internacional de Cinema de Tòquio
  - Premi del públic a Edoardo Falcone